# Шіпіс
Шіпіс (фр. Chippis) — громада  в Швейцарії в кантоні Вале, округ Сьєр.

## Географія
Громада розташована на відстані близько 75 км на південь від Берна, 15 км на північний схід від Сьйона.
Шіпіс має площу 2 км², з яких на 24,2% дозволяється будівництво (житлове та будівництво доріг), 5,6% використовуються в сільськогосподарських цілях, 59,1% зайнято лісами, 11,1% не є продуктивними (річки, льодовики або гори).

## Демографія
2019 року в громаді мешкало 1588 осіб (-0,9% порівняно з 2010 роком), іноземців було 44,6%. Густота населення становила 806 осіб/км².
За віковим діапазоном населення розподілялося таким чином: 21,1% — особи молодші 20 років, 60,9% — особи у віці 20—64 років, 18% — особи у віці 65 років та старші. Було 672 помешкань (у середньому 2,3 особи в помешканні).
Із загальної кількості 476 працюючих 42 було зайнятих в первинному секторі, 235 — в обробній промисловості, 199 — в галузі послуг.